# Trisong Decen
Trisong Decen (tyb.: ཁྲི་སྲོང་ལྡེ་བཙན, Wylie: khri srong lde btsan, ZWPY: Chisong Dêzain) – władca imperium tybetańskiego w okresie od 755 do 797 lub 804 roku, syn Me Agtsoma. Był on drugim z trzech „Królów Dharmicznych”, który wprowadził w Tybecie buddyzm jako religię państwową.